# Familienpolitik
Unter Familienpolitik versteht man die Gesamtheit der Maßnahmen, mit denen der Staat regelnd und gestaltend die Rahmenbedingungen für Familien beeinflusst. Dabei wird das Zusammenleben von Paaren, das Leben mit Kindern und der Generationenzusammenhang unterstützt. Weitaus überwiegend handelt es sich um Verbesserungen der Rahmenbedingungen und Unterstützungen für Familien, so dass von Familienförderung gesprochen wird. In einem erweiterten Sinn können auch Maßnahmen zur Familienförderung nichtstaatlicher Akteure zur Familienpolitik gezählt werden (z. B. Familienpolitik der Unternehmen).
Die Definition von „Familie“ in der Familienpolitik hat den Bedeutungs- und Wertewandel der letzten Jahrzehnte mitvollzogen: Stand historisch bei der Familienpolitik das Modell der traditionellen Familie aus Eltern mit Kindern im Vordergrund, so behandelt Familienpolitik heute überwiegend ein erweitertes Familienkonzept: „Familien sind, wo Kinder sind“.
Familienpolitik wird in der Politikwissenschaft, Volkswirtschaftslehre und der Erziehungswissenschaft wissenschaftlich behandelt.
Familienpolitik hat starke Schnittmengen mit der Gleichstellungspolitik, der Sozialpolitik, der Arbeitsmarktpolitik und der Bevölkerungspolitik.

## Familienpolitik in Deutschland

### Ziele der Familienpolitik
Je nach den aktuellen Rahmenbedingungen und der Veränderung der Wertvorstellungen in der Gesellschaft unterlagen die Ziele der Familienpolitik stets einem Wandel.
Zu Beginn der Bundesrepublik nach dem Zweiten Weltkrieg standen Ziele wie Sicherung von Wohnraum, Stärkung der Institution Familie angesichts zunehmender Ehescheidungen und Anhebung der Geburtenrate im Vordergrund. Der Übergang vom Einverdiener- zum Zweiverdienermodell ließ das familienkonservative Ziel in den Hintergrund treten zu Gunsten von Gleichstellung sowie der Vereinbarkeit von Kindererziehung und Erwerbstätigkeit. Ab Ende der 1990er Jahre verbreitete sich die Erkenntnis, dass zwischen Vollzeiterwerbstätigkeit von Frauen und höherer Geburtenrate kein Zielkonflikt besteht. Die Nachbarländer (z. B. Frankreich) hatten es vorgemacht. Zeitgleich trat auch das Verständnis von Kindern als zukünftiges Humankapital in den Vordergrund. Unter Ministerin Renate Schmidt erfolgte dann 2005 eine Neuausrichtung mit demografischen und arbeitsmarktpolitischen Zielen.
Im Jahr 2012 definiert das Bundesministerium für Familie, Senioren, Frauen und Jugend (BMFSFJ) folgende Ziele der Familienpolitik:
- Wirtschaftliche Stabilität und soziale Teilhabe der Familien

- Gute Vereinbarkeit von Familie und Beruf

- Wohlergehen und die Förderung der Kinder

- Verwirklichung von Kinderwünschen

Die Anhebung der Geburtenrate als familienpolitisches Ziel war gesellschaftlich stets umstritten. Die Formulierung Verwirklichung von Kinderwünschen sollte das Konfliktpotential mindern.
Im 7. Familienbericht der Bundesregierung wird zwischen Familienlastenausgleich und Familienleistungsausgleich unterschieden: „Familienpolitische Leistungen, die aus dem Kriterium der Bedarfsgerechtigkeit und der Lebensstandardsicherung abgeleitet sind, zielen darauf ab, bestimmte Belastungen der Eltern zu kompensieren, die durch die Geburt und Erziehung der Kinder entstehen. Diese Instrumente lassen sich unter dem Oberbegriff des Familienlastenausgleichs zusammenfassen. Daneben ist es eine weitere Aufgabe der staatlichen Familienpolitik, jene Leistungen der Erziehung, Versorgung und Bildung der Kinder zu kompensieren, die die Familien für die Gesellschaft erbringen, die aber nicht über den Markt abgegolten werden. Diese Leistungen fasst man als Familienleistungsausgleich zusammen.“
Der Schutz der Familie ist eines der Grundrechte des Grundgesetzes. Aus Art. 6 GG ergeben sich für Familien sowohl Hilfs- als auch Abwehransprüche gegenüber dem Staat.
Im föderalen deutschen Regierungssystem ist primär der Bund für Familienpolitik zuständig, hier werden die Grundlagen vorgegeben (z. B. Familienrecht). Art. 6 GG verpflichtet aber auch die Länder und Kommunen dazu, die Familie unter den besonderen Schutz der staatlichen Ordnung zu stellen.
2006 wurde eine Prüfung der Familienförderung angeregt, deren Ergebnisse 2013 vorgestellt wurden. Demnach sollen alle 156 familienpolitischen Leistungen beibehalten werden.
Die Bundesländer haben die Möglichkeit, die bundespolitischen Vorgaben durch eigene gesetzliche Leistungen (z. B. Landeserziehungsgeld, Familiengründungsdarlehen) zu ergänzen. Außerdem entscheiden sie über die Ausgestaltung von Ausführungsgesetzen (z. B. Kinder- und Jugendhilfegesetz). Durch diese Eigenkompetenz der Länder können die Regelungen von Bundesland zu Bundesland differieren. So hat z. B. Sachsen-Anhalt eine sehr hohe Abdeckung mit Kindertagesstätten, andere Bundesländer jedoch eine sehr geringe.
Die Kommunen sind ebenfalls originäre Träger von Familienpolitik. Kommunale Familienpolitik differenziert die Regelungen der Länder weiter aus. So können auch Städte, Landkreise und Gemeinden eigene Schwerpunkte setzen.

### Vorgaben des Bundesverfassungsgerichts
Das Bundesverfassungsgericht setzte mit den „vier großen Familienurteilen“, wie sie vom Deutschen Familienverband und Familienbund der Katholiken genannt werden, seit 1990 klare Vorgaben für die Familienpolitik in Deutschland:
1. Urteil zur Steuergerechtigkeit von Familien
Im „Urteil zur Steuergerechtigkeit“ von Familien vom 29. Mai 1990 konstatierte das Bundesverfassungsgericht, dass der Unterhaltsaufwand beim zu versteuernden Einkommen der Familie wenigstens in Höhe des Existenzminimums steuerfrei bleiben und dass der Staat zudem sicherstellen müsse, dass dieser Mindestbedarf bei allen Kindern gedeckt ist. Dieses verfassungsrechtliche Gebot folgt aus Art. 1 Abs. 1 GG in Verbindung mit dem Sozialstaatsgrundsatz des Art. 20 Abs. 1 GG.
2. Trümmerfrauenurteil
Das „Trümmerfrauenurteil“ vom 7. Juli 1992 stellte die Benachteiligung von Eltern mehrerer Kinder gegenüber Kinderlosen und kinderarmen Personen heraus und legte fest, dass Zeiten der Kindererziehung vom Gesetzgeber nach Art. 3 Abs. 1 GG in Verbindung mit Art. 6 Abs. 1 GG bei der Bemessung der Rente berücksichtigt werden müssen. Das BVerfG betonte, dass im Unterschied zu den Gründen, die sonst für die Erwerbslosigkeit und damit den Ausfall der Beitragszahlungen ursächlich sind, die Kindererziehung eine wichtige bestandssichernde Bedeutung für das Rentensystem hat. Der Gesetzgeber wurde damit aufgefordert, mit jedem Reformschritt die Benachteiligung von Familien tatsächlich zu verringern. Dies soll in der Form geschehen, dass der an den Verfassungsauftrag gebundene Gesetzgeber die Familien erkennbar entlastet.
Im Urteil vom 12. März 1996 stellte das Bundesverfassungsgericht fest, dass Rentenansprüche aus Kindererziehungszeiten nicht dadurch unwirksam werden, dass zugleich anderweitig Rentenansprüche erworben werden. Der Wert der Kindererziehung im Sinne des Generationenvertrags werde durch eine gleichzeitige versicherungspflichtige Beschäftigung nicht geschmälert.
3. Urteil zur Wahlfreiheit
Im „Urteil zur Wahlfreiheit“ vom 10. November 1998 wurde festgehalten, dass die bestehenden Regelungen für Alleinerziehende auf den Kreis der verheirateten Eltern auszudehnen seien; so müsse neben einem Kinderbetreuungsfreibetrag zusätzlich ein Erziehungsfreibetrag gewährt werden. Auch hierbei wurde der Staat verpflichtet, diesen Bedarf bei allen Kindern sicherzustellen, etwa durch entsprechende Erhöhung des Kindergeldes oder einer vergleichbaren Leistung. Eltern müsse sowohl die persönliche Betreuung der Kinder als auch die Vereinbarung von Erziehungs- und Erwerbsarbeit möglich sein. Ableitend aus dem Gebot des Art. 6 Abs. 1 GG hat der Staat die Familiengemeinschaft in ihrer eigenständigen und selbstverantwortlichen Ausgestaltung zu respektieren. „Neben der Pflicht, die von den Eltern im Dienst des Kindeswohls getroffenen Entscheidungen anzuerkennen und daran keine benachteiligenden Rechtsfolgen zu knüpfen, ergibt sich aus der Schutzpflicht des Art. 6 Abs. 1 GG auch die Aufgabe des Staates, die Kinderbetreuung in der jeweils von ihnen gewählten Form in ihren tatsächlichen Voraussetzungen zu ermöglichen und zu fördern.“
4. Pflegeversicherungsurteil
Im „Pflegeversicherungsurteil“ vom 3. April 2001 hat das BVerfG festgestellt, dass es mit Art. 3 Abs. 1 GG in Verbindung mit Art. 6 Abs. 1 GG nicht zu vereinbaren ist, dass Beitragszahler der gesetzlichen Pflegeversicherung, die Kinder betreuen und erziehen mit einem gleich hohen Pflegeversicherungsbeitrag wie Beitragszahler ohne Kinder belastet werden. Das BVerfG hatte das Urteil damit begründet, dass Eltern neben dem Geldbetrag auch einen generativen Beitrag zur Funktionsfähigkeit des umlagefinanzierten Sozialversicherungssystems leisten. In seinem Urteil hat das Gericht festgestellt, dass dies auch für andere Zweige der Sozialversicherungen einschlägig ist.
Bis heute kritisieren der Deutsche Familienverband (DFV) und der Familienbund der Katholiken (FDK), dass die vier großen Familienurteile durch die Politik nicht sachumfänglich sowie rechtlich durchgesetzt und dadurch Familien benachteiligt sind.

### Familienpolitik auf Bundesebene
- Kindergeld
- Kinderfreibetrag
- Betreuungsgeld
- Ehegattensplitting und Familiensplitting
- Elterngeld (ersetzte das frühere Erziehungsgeld, welches wiederum das Mutterschaftsurlaubsgeld ersetzt hatte)
- BAföG
- Studienabschlussförderung von Alleinerziehenden im Rahmen von ALG II
- Kündigungsschutz für werdende Mütter
- Elternzeit (vormals Erziehungsurlaub)

### Familienpolitik auf Länder-, Kreis- und Gemeindeebene
- „Begrüßungsgeld“ oder Sachspenden (Zahlung für jedes Neugeborene)
- Kindergärten, Kinderkrippen und Förderung von Betreuung bei Tagesmüttern
- Schulen und Ganztagesbetreuungseinrichtungen
- Öffentliche Spielplätze, Sportanlagen
- Kinderferienaktionen
- Förderung des Breitensportes

Für die Betreuung von Kindern ist es wichtig, dass Betreuungsplätze vor Ort (je nach Situation der Familien der Wohn- oder der Arbeitsort), auch in Randbetreuungszeiten (z. B. für schichtarbeitende Eltern) und mit für die Eltern tragbaren Betreuungskostenanteilen angeboten werden.
Wichtige familienpolitische Maßnahmen sind auch das barrierefreie Bauen und die Förderung von behindertengerechtem Nahverkehr. Denn was für einen Rollstuhlfahrer geeignet ist, ist auch mit dem Kinderwagen zu bewältigen.

### Weitere Aspekte
Die familienpolitischen Ansätze der Parteien unterscheiden sich wie die von unterschiedlichen Denkrichtungen. Während Konservative eher die Ehe (bzw. die Ehepaare) und die daraus hervorgehenden Kindern als Hauptziel der Fördermaßnahmen ansehen, gehen Reformwillige davon aus, dass grundsätzlich das Aufziehen von Kindern, unabhängig vom Partnerschafts-Status der Eltern, den Anspruch auf familienfördernde Leistungen begründen sollte.
So ist z. B. ein Maßstab zur Analyse von Familienpolitiken, inwieweit sie gleiche Rechte der Geschlechter fördern oder vielmehr bestehende Geschlechterarrangements festigen.
Gesellschaften, die Lebenslaufsentscheidungen als Entweder-oder organisieren, schränken die individuellen Wahlmöglichkeiten ein. Daher ist es auch nicht verwunderlich, dass Deutschland nicht nur zu den Ländern gehört, die arm an Geburten sind und in denen sich die Wunschvorstellungen hinsichtlich der Familiengröße am untersten Level in Europa bewegen, sondern auch zu den Ländern gehört, wo diejenigen, die sich für Kinder entschieden haben, sich am seltensten mehr als die realisierten Kinder wünschen.
Teilweise wird beklagt, dass die bisherigen familienpolitischen Maßnahmen zu einer mangelnden sozialen Durchmischung der Geburten führen. Die Förderung der Familien sollte deshalb eine stärkere Vereinbarkeit von Erwerbstätigkeit und Elternschaft besser fördern.

## Die Familienpolitik der DDR
Ein wichtiger Bestandteil der Familienpolitik der DDR war die Vereinbarkeit von Familie und Beruf; sie gehörte für Frauen in der DDR zur Selbstverständlichkeit innerhalb ihrer Biografie. Aus unterschiedlichen Motiven gelang es von Seiten des SED-Staates bis 1989 nahezu 92 % der Frauen in den Erwerbssektor zu integrieren. In dieser hohen weiblichen Erwerbsquote der DDR liegt ein deutlicher Unterschied zur vergleichsweise niedrigeren Erwerbsbeteiligung von Frauen in der alten Bundesrepublik. Die Frauen in der DDR standen vor der Notwendigkeit, die beiden Lebensbereiche Beruf und Familie miteinander in Einklang zu bringen. Die sogenannte „Gleichstellungspolitik“ der DDR hatte Einfluss auf diese einzelnen Lebensbereiche der ostdeutschen Frauen: Auswirkungen auf die Situation von Frauen im Erwerbssektor und auf die Lebensformen innerhalb der Familien.

## Familienpolitik in Österreich
Für Familienpolitik in Österreich ist das Bundesministerium für Arbeit, Familie und Jugend zuständig.
Nach OECD gibt Österreich 2,6 % der Wirtschaftsleistung für die Förderung von Familien aus. Der Großteil erfolgt dabei als Direktzahlung, wichtigstes Instrument der österreichischen Familienpolitik ist dabei die Familienbeihilfe, die nach Anzahl und Alter der Kinder variiert.
Der katholische Familienverband Österreichs ist die größte parteiunabhängige Familienorganisation Österreichs und setzt sich als Politischer Akteur für die Interessen aller Familien ein.

## Familienpolitik in der Schweiz
Auf Bundesebene gehört die Familienpolitik zum Aufgabenbereich des EDI. Umgesetzt wird sie jedoch meist auf kantonaler Ebene.
Maßnahmen im Bereich der Familienpolitik:
- Kinderfreibetrag bei den Steuern
- Kinderzulagen
- Mutterschutz
- Mutterschaftsversicherung

Eine umfassendere Verankerung der Familienpolitik in der Bundesverfassung als sie durch Art. 116 gegeben ist, wurde 2007 als parlamentarische Initiative vorgeschlagen aber 2013 durch die Eidgenössische Abstimmung über die Familienpolitik abgelehnt.

## Familienpolitik in Frankreich
Familienpolitik hat in Frankreich eine lange Tradition. Schon 1898 wurde ein Familiengeld in der französischen Nationalversammlung eingeführt. 1940 wurde allocation de mère au foyer eingeführt, eine Zulage für die Hausfrau und Mutter in Höhe von 10 % des Ernährerlohnes des Ehemanns. Diese Zulage bestand bis 1978.
Charles de Gaulle schrieb in seine Memoiren: „Die Erhöhung der Bevölkerungszahl ist zweifellos die wichtigste von allen Investitionen.“ Diese (ursprünglich von Traum der „Grande Nation“ geprägte) Priorität ist allmählich in eine Handlung übergegangen, die durch alle politischen Parteien über einen allgemeinen Konsens in der Bevölkerung verfügt. Dabei ist die Ehe in Frankreich keine zwingende Basis der Familienpolitik. Sämtliche familienpolitische Maßnahmen basieren alleine auf einer Unterhaltsverpflichtung, eine Ehe spielt dabei keine Rolle.
Zu den Leitsätzen der französischen Familienpolitik gehören die Wahlfreiheit für die Familien sowie die Leistungsgerechtigkeit (Leistungsfähigkeitsprinzip, horizontale Steuergerechtigkeit).
Seit 1970 werden Kindertagesstätten von der Familienkasse, der caisse d´allocations familiales (CAF), finanziell unterstützt. 1980 wurde die Unterstützung auf eine durch Eltern in Anspruch genommene professionelle Kinderbetreuung erweitert.
Der chèque emploi service universel ist ein steuerlich gefördertes Zahlungsmittel für haushaltsnahe und familienunterstützende Dienstleistungen.
Der Anteil des Bruttosozialprodukts, der insgesamt für Geldleistungen, Dienstleistungen und Steuererleichterungen für Familien ausgegeben wurde (Ausgaben für Gesundheit, Wohnen und Sozialhilfe nicht mit eingerechnet), lag 2005 in Frankreich mit knapp 4 % (Stand: 2005) höher als bei allen anderen OECD-Staaten.

### Wahlfreiheit
Zur Wahlfreiheit gehört ein sehr breites Angebot an Betreuungseinrichtungen einschließlich Kinderkrippen, ein flächendeckendes Netzwerk von kostenfreien Kindergärten und Ganztagsschulen sowie arbeitsrechtliche und familienpolitische Maßnahmen wie Mutterschaftsurlaub, Geburts- und Adoptionsurlaub (auch für Väter), familienbezogene Umzugsprämie oder Renovierungsprämie und Anrechnung der Erziehungszeit auf die Rente. Zur Wahlfreiheit ist auch das Betreuungsgeld zu zählen. Im Urteil des Bundesverfassungsgerichts vom 10. November 1998 zur Wahlfreiheit stellt das BVerfG fest, dass der Staat die Kinderbetreuung in ihrer jeweilig von den Eltern gewählten Form ermöglichen und fördern muss.
Frankreich hat seit langem eine hohe Frauenerwerbsquote, und die Mehrheit der Frauen geht einer Vollzeit-Erwerbstätigkeit nach, welche durch die Geburt von Kindern nur kurz unterbrochen wird. Dabei weist Frankreich, wie auch Deutschland, im OECD-Vergleich eine mittlere Frauenerwerbsquote zwischen 50 % und 60 % auf, und die französische Frauenerwerbsquote liegt knapp unterhalb der deutschen (Stand: 2002).

### Leistungsgerechtigkeit
Zur Leistungsgerechtigkeit werden Familien durch einen umfangreichen Katalog von Maßnahmen unterstützt wie:
- Kindergeld,
- Familiensplitting (quotient familial),
- Familienzulagen,
- Geburtsbeihilfen (allocations pré- et postnatales),
- Schulbeginnhilfe (allocation de rentrée scolaire),
- Alleinerziehendenhilfe

Das französische Familiensplitting beruht auf einem Familienquotienten, dem quotient familial, der unter anderem von der Kinderzahl abhängt. Als Resultat zahlen nur die Hälfte aller französischen Haushalte überhaupt Lohn- und Einkommensteuer; ab dem dritten Kind sind Eltern mit Durchschnittseinkommen de facto steuerfrei.

## Europäische Union
Die Europäische Union hat keine vertraglich begründeten Kompetenzen für eine ausdrücklich auf Familien ausgerichtete Politik. Im Sinne der Subsidiarität liegt hier die Verantwortung ganz bei der nationalen Gesetzgebung.
Auf die nationale Familienpolitik haben bestimmte Richtlinien besondere Auswirkungen, insbesondere:
- Richtlinie 92/85/EWG (Mutterschutzrichtlinie)
- Richtlinie 2010/18/EU (Elternzeitrichtlinie)

Gemeinsame Ziele der EU sind zudem laut BMFSFJ:
- ein Ausbau der Kinderbetreuung gemäß der „Barcelona-Ziele“,
- eine Erhöhung der Frauenerwerbstätigkeit als Teil der Lissabon-Strategie und
- die Bewältigung des demographischen Wandels.